# 정의순
정의순(1970년 12월 15일 ~ )은 대한민국의 배우이다.

## 출연 작품

### 드라마
- 2025년 tvN 월화 드라마 《원경》: 서 상궁 역

### 영화
- 2008년 《독》: 산부인과 의사 역
- 2009년 《로니를 찾아서》: 센터 상담원 역
- 2010년 《귀신소리 찾기》: 금자 역
- 2013년 《뜨거운 안녕》: 실내 휴게실 환자 역
- 2013년 《고스톱 살인》: 미스 정 역
- 2013년 《우리 상우와 만나지 말아요》
- 2013년 《춘정》: 스카프 역
- 2016년 《수요기도회》: 승훈 맘 역
- 2016년 《굿바이 싱글》: 미술 대회 학부모 역
- 2017년 《청년경찰》: 떡볶이집 사장 역
- 2019년 《사자》: 베로니카 역
- 2019년 《공명선거》: 베테랑 엄마 역
- 2019년 《산타클로스》
- 2021년 《말아》: 춘자 역
- 2022년 《공조 2: 인터내셔날》: 분리수거 담당 아줌마 역
- 2022년 《멍뭉이》: 영주 역
- 2023년 《딸에 대하여》: 1인 시위자 역

### 연극
- 2011년 《제7회 여성연출가전 - 리어》: 리어 역
- 2013년 《창신동》: 정희 역
- 2018년 《리얼게임》: 신 대표 역
- 2022년 《오늘 우리는 귀인을 만났다》: 연출 담당